# Procédure sur requête en droit français
Une procédure sur requête est une demande exceptionnelle en droit faite en absence de contradiction de l'adversaire, afin de préserver des preuves ou des éléments qui auraient de grandes chances d'être détruits si l'adversaire était informé. La procédure sur requête comporte un élément de surprise nécessaire à la préservation de la preuve pour une demande ultérieure.
Une ordonnance sur requête est la décision de justice rendue lors de la procédure sur requête. En droit français, elle applique des dispositions du code de procédure civile et est rendue par le président du tribunal où elle a été déposée.

## Application
Les articles 493 à 498 du code procédure civile, à défaut de dispositions spécifiques à d'autres juridictions, posent les modalités générales de la procédure.
Pour une requête devant le tribunal de grande instance, les articles 812 et 813 s'appliquent.
La requête doit être déposée en double exemplaire, avec une indication précise de plusieurs mentions (identification précise du requérant, motivation, moyens soutenus, pièces...). La requête doit insister sur le fondement du requérant à demander l'éviction temporaire du contradictoire.

### Exemples d'applications impossibles
L'ordonnance sur requête ne peut pas être utilisée par un époux qui souhaite que le tribunal désigne un huissier de justice pour une constatation d'adultère. (art.145 §17 mesures légalement inadmissibles code de procédure civile) : les limites de la procédures sur requête : atteinte à l'intimité de la vie privée ou à une liberté individuelle; sauf à motiver la demande par des attestations, rapports de détective privé, etc.
De même, une société peut demander à faire constater un comportement déloyal, mais sans franchir la limite du secret des affaires.

### Portée des décisions
L'ordonnance revêt la forme du non-contradictoire et du provisoire.
Une fois l'ordonnance rendue, celle-ci est exécutable sur minute. La partie adverse en est alors informée, et peut demander une « rétractation » de l'ordonnance. Cette possibilité rend donc la procédure sur requête compatible avec l'idée d'un débat contradictoire.

### Différences et similitudes avec un référé
Le référé est une décision contradictoire, caractère que l'ordonnance sur requête ne présente pas.
Sur la forme, l'ordonnance sur requête, si elle est présentée devant le tribunal de grande instance, doit l'être obligatoirement par un avocat, alors que ce ministère n'est pas obligatoire en matière de référé.

## Limites de l'ordonnance sur requête
L'ordonnance sur requête, si elle est demandée sur la base conjointe de l'article 145 du code de procédure civile qui permet une instruction avant l'engagement de tout procès, doit répondre aux conditions de cet article, soit n'être utilisée que pour éviter une disparition de pièces, et non pas pour pallier un manque d'éléments en vue d'un procès.

## Recours
L'article 496 du code de procédure civile traite des voies de recours